# Lũ lụt miền Bắc Việt Nam 2008
Từ đêm ngày 30 tháng 10 năm 2008, tại miền Bắc và Bắc Trung Bộ Việt Nam, một trận mưa lớn kỷ lục trong hơn 100 năm gần đây (thời điểm năm 2008) đã diễn ra và kéo dài trong nhiều ngày. Đợt mưa lớn vượt quá mọi dự báo và trái mùa này đã gây ra một trận lụt lịch sử ở Hà Nội; cùng lúc đó, những trận mưa lớn ở các tỉnh miền Bắc và Bắc Trung Bộ đã gây ra lũ lụt trên diện rộng, làm nhiều người chết, gây thiệt hại vật chất đáng kể.
Trận mưa này đã rút nước vào ngày 4 tháng 11 năm 2008, tuy nhiên nhiều nơi vẫn ngập rất nặng nhiều ngày sau đó.

## Những nhận định và thống kê
Mưa lớn nhất trong vòng 100 năm: Tất cả những từ ngữ dùng để mô tả các cơn mưa lớn, dữ dội nhất đều được dùng để mô tả mưa ở Hà Nội trong đợt mưa này. Ông Bùi Minh Tăng, Giám đốc Trung tâm Dự báo Khí tượng Thủy văn Trung ương cho biết: Tính đến chiều 1 tháng 11 năm 2008, tổng lượng mưa ở khu vực Hà Nội phổ biến từ 350 – 550 mm, một số điểm lớn hơn như huyện Ứng Hòa: 603 mm, quận Hà Đông: 707 mm, huyện Thanh Oai: 914 mm. Theo chuỗi số liệu quan trắc ngay khi đang mưa, đợt mưa trong 2 ngày đầu tiên đã được xác định là đợt mưa lớn kỷ lục. Tại khu vực Hà Nội (cũ), đây là đợt mưa lớn nhất kể từ đợt mưa lịch sử tháng 11 năm 1984. Tại tỉnh Hà Tây (cũ), đây là đợt mưa lớn chưa từng xảy ra kể từ khi có quan trắc khí tượng đến nay (khoảng gần 100 năm). Mưa xảy ra trên một diện cực rộng từ phía Bắc đến các tỉnh Bắc Trung bộ như Thanh Hóa, Nghệ An, Hà Tĩnh.
Mưa cực lớn tại Hà Nội: Tại trung tâm thành phố Hà Nội, lượng mưa cũng xấp xỉ kỷ lục năm 1984. Theo Đài Khí tượng Thủy văn Đồng bằng Bắc Bộ, lượng mưa đo ở khu vực Láng là 340 mm, theo Đài truyền hình Việt Nam là 420 mm, vượt mức kỉ lục 1984. (mức kỷ lục năm 1984 là 394 mm). Tại khu vực nội thành, mưa lớn đã chia cắt nhiều khu dân cư. Ngay sau khi mưa, toàn thành phố đã có 26 điểm bị ngập úng dài từ 100 - 300 mét, sâu trên dưới 1 mét. Mưa lớn đã lập tức gây ngập úng các nhiều trạm biến thế và đường dây, mất điện tại hàng loạt khu phố.. Chỉ qua một đêm đầu tiên, nhiều tuyến đường và nhiều khu vực nội ngoại thành Hà Nội đã chìm sâu trong nước. Đến chiều 1 tháng 11 năm 2008, lượng mưa tại quận Hà Đông đã đạt gần 500 mm, vượt xa mức lịch sử năm 1978. Khu vực thành phố Hà Đông, mưa lớn kéo dài đã khiến toàn thành phố ngập trắng. Lượng mưa đo được là 492 mm (vượt mức kỷ lục năm 1978 là 318 mm).
Mưa lớn ở các tỉnh vùng núi phía Bắc: Các tỉnh vùng núi phía Bắc như Vĩnh Phúc, Phú Thọ, Tuyên Quang, Thái Nguyên, nói chung vùng Việt Bắc nằm trong tâm mưa lớn thứ ba. Trong khi đó, vùng lòng hồ Sông Đà - Hòa Bình) cũng có mưa rất to. Vì vậy, lưu lượng nước về hồ này đã lên nhanh và đạt xấp xỉ 4.000 m3/giây, mực nước hồ dâng vượt mức quy định 117 m. Nhà máy Thủy điện Hòa Bình đã phải lần lượt mở các cửa xả đáy để xả nước.
Mưa ở các tỉnh Bắc Trung bộ: Từ đêm 30 tháng 10 năm 2008, không chỉ ở Hà Nội, khắp Bắc Bộ và Thanh Hóa đến Hà Tĩnh đã có đợt mưa lớn trên diện rộng. Theo ghi nhận của Trung tâm Dự báo Khí tượng Thủy văn Trung ương, đợt mưa này có tới 3 tâm mưa lớn, trong đó lớn nhất xảy ra ở khu vực Hà Nội. Trung tâm mưa lớn thứ hai xảy ra ở các tỉnh Thanh Hóa, Ninh Bình, Hà Nam, Hòa Bình. Chiều 31/10/2008, lũ tại Bến Đế (Ninh Bình) đã lên mức 3,6 m, và nhiều khả năng sẽ lên mức 4,2 m (trên báo động 3 khoảng 0,2 m).
Thống kê lượng mưa: Tính từ 19h ngày 30 tháng 10 năm 2008 đến 19h ngày 2 tháng 11 năm 2008, tổng lượng mưa các khu vực theo báo cáo của Công ty Thoát nước Hà Nội như sau:
| Tên trạm         | 19h, 30/10-19h, 31/10 | 19h, 31/10-19h, 1/11 | 19h, 1/11-19h, 2/11 | Tổng  |
| ---------------- | --------------------- | -------------------- | ------------------- | ----- |
| Đường Láng       | 347                   | 128.1                | 88.1                | 563.2 |
| quận Hà Đông     | 514.2                 | 186.4                | 112.3               | 812.9 |
| Thành phố Hà Nội | 308.4                 | 167.7                | 64.9                | 541   |
| xã Thượng Cát    | 326.1                 | 179.9                | 87.2                | 593.2 |
| Kim Anh          | 207.6                 | 126.1                | 54.5                | 388.2 |
| huyện Sóc Sơn    | 238                   | 111                  | 63                  | 412   |
| Trâu Quỳ         | 350.7                 | 172.4                | 110.3               | 633.4 |
| huyện Đông Anh   | 380                   | 126                  | 60                  | 566   |
| Liên Mạc         | 233.3                 | 131.9                | 60.2                | 425.4 |
| huyện Thanh Trì  | 321.8                 | 117.1                | 61                  | 499.9 |

(Lượng mưa tính theo mm)

## Thiệt hại nặng nề tại Hà Nội
Ngập trên diện rộng: Cả Hà Nội chìm trong một biển nước khổng lồ. Đến 6h ngày 3 tháng 11 năm 2008, Hà Nội còn khoảng 63 điểm ngập úng nặng. Theo báo Tuổi trẻ, ước tính năm ngày sau khi tạnh mưa Hà Nội mới thoát ngập.
Giao thông hỗn loạn, nhiều xe cộ ngập nước: Khi bắt đầu mưa lớn, giao thông lập tức hỗn loạn, ôtô chết máy la liệt trên đường. Từ sáng ngày 31 tháng 10, toàn bộ dân cư và bảo vệ toà nhà C6, khu đô thị Mỹ Đình I, đã phải chạy nước vì tầng hầm của toà nhà có khoảng 100 chiếc xe máy và gần 20 ô tô bị chìm trong nước. Trong số này, có khoảng 20 ôtô đắt tiền như Mercedes, Lexus, Avalon trị giá hàng tỷ đồng. Tuy nhiên, khắp Hà Nội có hàng ngàn xe các loại đã bị ngập nước, hư hỏng. Xe cứu hộ chạy đêm ngày vẫn không hết việc. Một số xe cứu hộ đã chết máy, ngâm mình trong nước để rồi lại được kéo đi bởi một xe cứu hộ khác.
Nhiều người chết: Theo tổng kết sơ bộ, đến tối 1 tháng 11, Hà Nội đã có 17 người thiệt mạng. Đến 13h34' trưa 03/11/08 là 20 người.
Thị trường sốt giá: Trận mưa lớn và kéo dài khiến người dân Hà Nội điêu đứng. Nhiều chợ phải đóng cửa; những chợ khác, nếu có mở hàng thì giá cả lại tăng vọt gấp 5, gấp 7 lần ngày thường. Nhiều tiểu thương đã lập chợ cóc bên đường để phục vụ nhu cầu của người dân.. Cá biệt có những mặt hàng đã lên giá gấp 10 - 15 lần. Tuy nhiên, vì bị nước lụt bao vây và không thể đi hay đến được, khá nhiều người dân đã chỉ có thể ăn mì ăn liền.

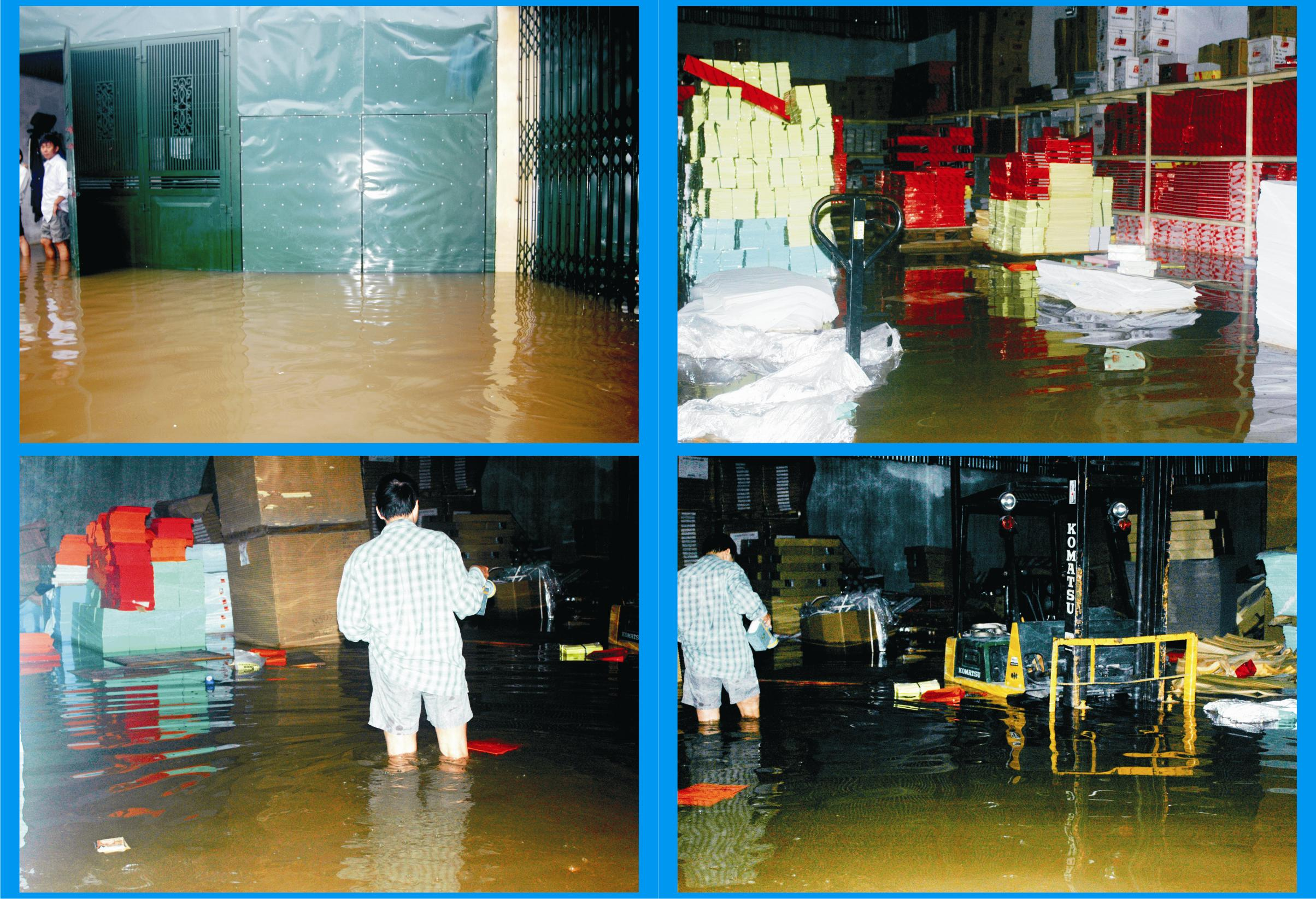
Nhiều công sở, kho xưởng bị thiệt hại nặng nề

Đại đa số các công sở ngừng hoạt động: Hoạt động của nhiều công sở bị xáo trộn và nhiều công chức, nhân viên văn phòng không thể đến công sở. Nhiều người cố gắng đến công sở lại rất khó khăn để làm việc do nhà cửa bị ngập, máy móc tê liệt hoặc bị cắt điện.
Đê phía Bắc có nguy cơ tràn, vỡ, đe doạ Hà Nội: Ban Chỉ đạo Phòng chống lụt bão trung ương cho biết, mưa lớn 3 ngày qua đã làm nhiều đoạn đê bị tràn, một số nơi bị sụt. Đến sáng 2/11, các địa phương đang huy động người dân nỗ lực chống tràn và di dời dân ra khỏi khu vực xung yếu.. Tuyến đê sông Hồng đã bị sạt mái, gần 13.000 hộ dân ven đê ngập nhà cửa, các hồ chứa và sông Tô Lịch đều đã ngập tràn nước mưa.
Đối diện nguy cơ bệnh tật bùng phát: Ngành y tế cho hay tại Hà Nội nguy cơ dịch bệnh bùng phát, nhất là tiêu chảy cấp nguy hiểm, đau mắt... trên diện rộng. Trong lụt, vấn đề vệ sinh trở nên khó khăn đối với nhiều hộ gia đình: thiếu nước ăn uống sạch, vệ sinh cá nhân không đảm bảo, các bể phốt dềnh nước, cống rãnh hòa nước ra khắp nơi.
Thiệt hại lớn về vật chất: Ước tính thiệt hại ban đầu riêng tại Hà Nột ít nhất là 3.000 tỷ đồng (chưa kể sản xuất công nghiệp, dịch vụ). Tuy nhiên, ngay sau đó con số này đã bị xem là quá khiêm nhường.

## Các tỉnh thành phía Bắc khác

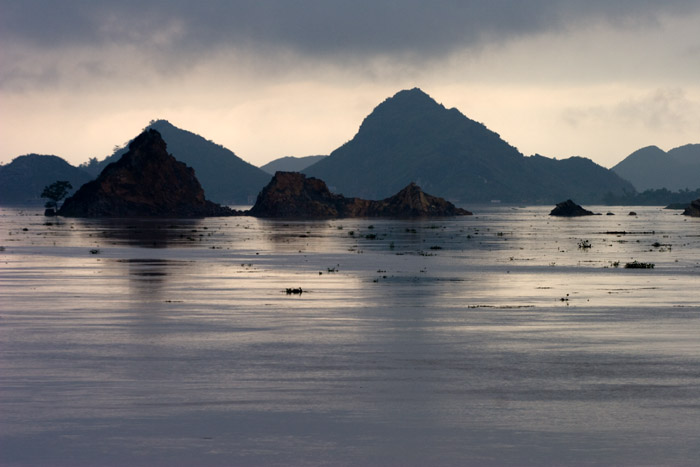
Sông Hoàng Long (Ninh Bình) vào mùa lũ 2008

Mưa lớn xảy ra trên diện rộng khiến các tỉnh miền Bắc và Bắc Trung bộ bị ngập lụt khắp nơi. Đài truyền hình Việt Nam (VTV) đã ghi nhận ít nhất 47 người thiệt mạng vì mưa, lũ. Báo Lao động lại xác định: "theo thống kê sơ bộ, tính đến 5 giờ sáng 2-11, mưa lũ đã làm 49 người chết, gây thiệt hại hàng chục nghìn tỷ đồng. Đáng lo ngại là nhiều tuyến đê tại Ninh Bình, Vĩnh Phúc, Hà Nam đang bị hư hỏng nặng, một số nơi đã bị vỡ."
Nghệ An: Ít nhất có 12 người đã thiệt mạng ở Nghệ An, tỉnh bị thiệt hại nặng nề, trong đó, theo hãng tin AP từ Hà Nội, có 4 nạn nhân là trẻ em bị lũ cuốn đi trên đường từ trường học về nhà.
Hà Tĩnh: Thống kê có thấy có 17 trường hợp thiệt mạng, khi lũ lụt tấn công hơn 42.000 ngôi nhà. Đến 2/11, khoảng 50.000 người sơ tán ở tỉnh Hà Tĩnh vì bão lụt đã trở lại nhà.
Các tỉnh thành khác: mưa lụt còn gây chết người tại các tỉnh Hòa Bình, Vĩnh Phúc, Quảng Bình và Quảng Ngãi. Riêng tại Quảng Bình và Quảng Ngãi, giới chức thống kê được 4 trường hợp thiệt mạng. Số người thiệt mạng ở các tỉnh khác là: Hòa Bình 2, Bắc Giang 3, Ninh Bình 1, Vĩnh Phúc 1, Thái Nguyên 2, Quảng Bình 1, Phú Thọ 1.

## Đối diện với lũ lớn và nguy cơ vỡ đê
Ngay khi trong nội thành Hà Nội còn nhiều điểm ngập lụt trên 1 mét, người Hà Nội đã bắt đầu phải đối mặt với khả năng vỡ đê. Từ chiều 4 tháng 11, tin đồn về việc Hà Nội phải di dân đã lan rộng. Tuy nhiên, một quan chức của UBND TP Hà Nội, ông Nguyễn Thịnh Thành, Chánh văn phòng UBND vẫn khẳng định: "Toàn bộ đê xung quanh Hà Nội vẫn an toàn. Không có chủ trương xả lũ tại bất cứ địa phương nào".
Chỉ một ngày sau đó, ngày 5 tháng 11 năm 2008, Trung tâm Dự báo Khí tượng Thủy văn Trung ương cho biết, mưa sẽ bắt đầu từ phía Tây Bắc Bộ và vùng núi phía bắc, sau đó đến đồng bằng trung du Bắc Bộ và Bắc Trung Bộ. Lượng mưa sẽ dao động 50–200 mm. Theo dự báo, từ khoảng tối ngày 6 tháng 11 đến 8 tháng 11, Bắc Bộ và Bắc Trung Bộ có mưa to. Lập tức, Phó chủ tịch UBND Hà Nội, ông Trịnh Duy Hùng cho biết: "nếu lượng mưa 200 mm thủ đô sẽ khó giữ được đê".
Cùng ngày, ông Nguyễn Thế Thảo, Chủ tịch UBND TP Hà Nội, với gương mặt u sầu đã công khai xuất hiện trên mặt báo, thừa nhận nhiều dữ kiện về nguy cơ vỡ đê của Hà Nội. Có tin được xác tín là "3 ngày nay, lãnh đạo thành phố Hà Nội liên tục đề nghị tỉnh Hà Nam hút bớt nước sông Nhuệ. Và ông Phó giám đốc Sở Nông nghiệp tỉnh Hà Nam cho biết, Hà Nam đang "hy sinh" cho thủ đô."

## Nguyên nhân mưa và ngập lụt

### Mưa: nguyên nhân từ thiên tai
Mưa rất lớn trên diện rộng (vào cuối tháng 10 thời gian ít mưa, mưa nhỏ vì cuối thu sang đông), lại chỉ do hội tụ của gió đông nam thuần tuý là rất bất thường ở miền Bắc Việt Nam. Trong quá khứ cũng đã từng xảy ra các trận mưa lớn như vậy, nhưng ngoài gió đông nam ra còn phải kết hợp với bão hoặc áp thấp nhiệt đới đổ bộ vào Bắc Trung bộ (như năm 1984 và 2007).

### Lụt: nguyên nhân là thiên tai
Đợt mưa lớn này được dự báo mở đầu cho không khí lạnh tràn về miền Bắc, Bắc Trung bộ và Hà Nội. Đây được xác định là thiên tai và không dự báo, điều khiển được. Tuy nhiên, trong khi lãnh đạo Hà Nội nhìn thấy vấn đề là do thiên tai và dân ỷ lại thì một số chuyên gia uy tín trong ngành nhìn thấy đây là vấn đề "nhân tai" là chính. Ông Nguyễn Văn Hùng, Hiệu trưởng Trường Đại học Xây dựng Hà Nội cho rằng "quy hoạch của Hà Nội đang thiếu hẳn tầm nhìn, làm theo kiểu "rách đâu vá đấy". Vỉa hè, lòng đường đều bị bê tông hóa, các hồ điều hòa bị thu hẹp" và "Tôi tin rằng các chuyên gia thủy lợi đã cảnh báo rồi nhưng có lẽ tầm nhìn, sự tiếp nhận, khả năng giải quyết... ở lãnh đạo Hà Nội thì chưa có, hoặc là nhiều khi chỉ nhìn gần mà không nhìn xa nên đã dẫn đến tình trạng như bây giờ."
Các nguyên nhân cụ thể được nhìn nhận là:
- Tầm nhìn, trình độ, sự tiếp nhận, khả năng giải quyết... của lãnh đạo Hà Nội còn kém.
- Quy hoạch Hà Nội kém, có tính đối phó, làm theo kiểu "rách đâu vá đấy".
- Vỉa hè, lòng đường đều bị bê tông hóa quá nhiều, khắp nơi chỉ thấy nhà, không thấy đường, không thấy diện tích công.
- Các hồ điều hòa bị lấp rất nhiều, thu hẹp diện tích nên sức chứa nước giảm mạnh trong nhiều năm qua. Nguyên do là để xây nhà.
- Hệ thống thoát nước không được đầu tư trong nhiều năm.
- Cách quản lý đô thị kém cỏi, lạc hậu, mang dáng dấp của một tỉnh lẻ.

Hà Nội ở trong tình trạng như trận lụt này, chắc chắn do hậu quả của nhiều đời lãnh đạo tiền nhiệm của ông Nguyễn Thế Thảo, đương kim Chủ tịch Thành phố; song các chỉ trích hiện đang có hướng nhằm vào ông này.

## Trận mưa bất thường
Trận mưa này được các chuyên gia thống nhất nhận định là "rất bất thường".
Trong một bài trả lời phỏng vấn trên báo điện tử VnExpress ngày 3/11/2008, bà Nguyễn Lan Châu, Phó giám đốc Trung tâm Dự báo Khí tượng Thủy văn Trung ương đánh giá, trận mưa từ đêm 30/10 ở Hà Nội và các tỉnh miền Bắc là hiện tượng "bất thường nhất được ghi nhận. Sự bất thường thể hiện ở cả thời điểm, cường độ, phạm vi và hậu quả của mưa lũ" và "Theo quy luật, thường đến giữa tháng 10 là kết thúc mùa mưa lũ ở miền Bắc. Nhưng năm nay đến cuối tháng 10 lại có đợt mưa lớn, gây ngập úng và lũ lớn ở khắp các tỉnh miền Bắc. Đó là trận mưa lũ muộn hiếm thấy trong lịch sử. Nguyên nhân có thể là biến đổi khí tượng toàn cầu, trong đó Việt Nam chịu ảnh hưởng", bà Châu nói..
Thống nhất với nhận định của bà Châu, dựa trên số liệu của trận mưa và cũng so sánh với một loạt kết quả còn lưu trữ được, một chuyên gia cao cấp khác trong ngành là ông Bùi Minh Tăng, Giám đốc trung tâm này cho hay "mưa rất lớn trên diện rộng vào cuối tháng 10, lại chỉ do hội tụ của gió đông nam thuần tuý là hiện tượng rất bất thường. Trong quá khứ cũng đã từng xảy ra các trận mưa lớn như vậy, nhưng ngoài gió đông nam ra còn phải kết hợp với bão hoặc áp thấp nhiệt đới đổ bộ vào Bắc Trung Bộ (như năm 1984 và 2007)".
Một trong những hiện tượng thời tiết hiếm hoi đã diễn ra trong nhiều ngày trước và trong mưa ở Hà Nội là cả thành phố bị bao phủ bởi những tầng mây thấp, xuống đến tận đường phố thành sương mù.
Những ngày sau đó, có mây mù bao phủ, hạn chế tầm nhìn xa và đó cũng là một bất thường của thời tiết những ngày đầu đông 2008.

## Diễn biến của trận mưa lịch sử
Đêm thứ Năm, 30 tháng 10 năm 2008: Mưa rải rác trong đêm và có lúc có mưa lớn.
Ngày thứ Sáu, 31 tháng 10 năm 2008: Trong buổi sáng nhiều khu vực đã ngập khá nặng. Trời tiếp tục mưa lớn và mưa liên tiếp cộng với gió lớn thổi mạnh. Nhiều người không thể đến công sở. Theo Công ty Thoát nước Hà Nội mưa lớn bắt đầu từ 0h30 sáng. Tổng lượng mưa đo được là: đường Láng 155,6mm; Hà Đông: 330 mm; nội thành: 58 mm. Mưa tập trung tại khu vực quận Cầu Giấy, Thanh Xuân, Đống Đa, Hoàng Mai và phía nam quận Ba Đình. Mực nước các sông hồ dâng lên nhanh từ 1,5 đến 2 m so với mức nước ban đầu.
Ngày thứ Bảy, 1 tháng 11 năm 2008: Mưa nhiều liên tục và có những trận mưa rất nặng hạt, trắng xóa trời đất. Mọi người tiếp tục phải nghỉ làm. Bắt đầu thấy Bí thư Thành ủy Hà Nội, ông Phạm Quang Nghị đi thị sát, cho biết: "Sáng hôm qua (1/11), thành phố họp tổng kết vấn đề tôn giáo, chiều tôi đi ô tô kiểm tra các điểm ngập lụt trong nội thành, hôm nay đi ra ngoại thành. Từ chiều qua lãnh đạo thành phố đều đi kiểm tra hết" và thấy "tôi thấy nhân dân ta bây giờ so với ngày xưa ỷ lại Nhà nước lắm. Cứ chờ trên về, chờ cung cấp cái này, hỗ trợ cái kia chứ không đem hết sức ra tự làm".
Sáng Chủ nhật, 2 tháng 11 năm 2008: Trời ngớt mưa và hửng nắng một chút rồi lại tiếp tục mưa vào buổi trưa. Có dự báo sẽ mưa ít nhất 2 ngày nữa. Cũng trong ngày này gió mùa đông bắc về, thổi mạnh và đem theo hơi lạnh làm nhiệt độ từ trên 30 độ C giảm xuống còn trên 20 độ C. Nước trên các triền sông phía Bắc và Bắc Trung bộ lên cao đến mức báo động số 3. Nhiều nơi bắt đầu đe dọa bị vỡ đê.
Ngày thứ Hai, 3 tháng 11 năm 2008: Mưa rải rác song chưa dứt vào buổi sáng, đến chiều trời trong hơn. Chủ tịch UBND TP Hà Nội tổ chức họp báo. Bắt đầu thấy Thủ tướng khẳng định không để dân đói. Còn 63 điểm ngập úng và mực nước ngập mới giảm được 4 cm!. Mực nước sông Nhuệ lên trên báo động 3, ngấp nghé tràn bờ. Đê sông Hồng xuất hiện 13 điểm sạt lở, có đoạn dài tới 100 m. nước sông đã cao hơn đập Thịnh Liệt 7 cm. Đê tả sông Nhuệ đang đối mặt với nguy cơ vỡ. Lãnh đạo Hà Nội chỉ đạo, đặt nhiệm vụ hộ đê lên hàng đầu. Bộ trưởng Nông nghiệp Cao Đức Phát bày tỏ quan điểm: "Hà Nội chậm chạp trong giúp dân" và nói thêm: ""Đáng lẽ Hà Nội phải đưa xe cao cầu ra chỗ ngập lụt, chở người dân hoặc xe cứu thương cần đi qua. Vừa qua, nếu ai đó chẳng may nhồi máu cơ tim, chắc là chết"
Ngày thứ Ba, 4 tháng 11 năm 2008: Nửa đêm về sáng mưa nhiều vào lúc gần sáng mưa rất to. Nước lại dâng lên tại các điểm úng ngập. Mọi người đi làm phải mặc áo mưa, lội nước và dầm mình trong cái rét đầu mùa để đến công sở. Từ 2h sáng trở đi đã hết mưa, nước bắt đầu rút rõ ràng từng giờ. Trời tạnh, song có tin xấu là nước dâng cao và có nguy cơ vỡ đê. Dự báo, trong 3 ngày tới, miền Bắc tiếp tục mưa. Như vậy, điều này đồng nghĩa với việc nước trên các sông tiếp tục đổ về Hà Nội. Mực nước sông Hồng đang lên nhanh. Con số thiệt hại do mưa lũ tiếp tục gia tăng, với 75 người chết và 5 người mất tích. Tại các tỉnh Bắc Trung Bộ, Nghệ An có nhiều người thiệt mạng nhất với 22, tiếp theo là Hà Tĩnh 15 người.
Ngày thứ Tư, 5 tháng 11 năm 2008: 10.318 hộ dân đã được di dời khỏi khu vực ngập. Mạng lưới đê điều của Hà Nội vẫn đang bị sạt lở nghiêm trọng. Chủ tịch UBND TP Hà Nội đề nghị quân đội ứng trực, sẵn sàng hỗ trợ khi nguy cấp do có tin sắp mưa lớn tiếp và đê Hà Nội khó trụ vững nếu lại mưa lớn. Có nhiều khu vực đông dân cư vẫn bị ngập nặng như Tân Mai, Linh Đàm, Định Công, Nam Đồng. Mực nước sông Hồng tiếp tục lên nhanh. Trong khi đó, mực nước các sông lân cận như sông Cầu, sông Nhuệ, sông Cà Lồ đang xuống chậm, sông Nhuệ chỉ giảm được 50 cm so với đỉnh lũ. 5 trong số 7 hồ chứa lớn của Hà Nội có mức nước vượt ngưỡng tràn từ 10 cm trở lên. Đến hết ngày 4 tháng 11 năm 2008, con số thiệt hại về người và tài sản do mưa ngập trên địa bàn Hà Nội vẫn không ngừng tăng lên. Hiện đã có 22 người chết (4 người ở nội thành), hơn 78.000 hộ dân bị ngập, gần 10.300 hộ phải di dời. Diện tích lúa, rau, cây hoa màu bị ngập lên tới gần 60.000 ha. Báo Lao động đưa ra nguồn tin mới, trong đó cho hay có tới 90 điểm ngập úng trong nội thành Hà Nội, và đến 4 tháng 11 mới giảm xuống còn 44 điểm.
Ngày thứ Năm, 6 tháng 11 năm 2008: Nắng to, trời quang, mây tạnh. Nước đã rút ở hầu hết các nơi, song vẫn có bài viết về chuyện chèo xuồng đến công sở, cho hay: "6 ngày sau trận mưa lịch sử trút xuống Hà Nội, toàn bộ khu vực Giáp Bát ngập sâu trong nước. Phương tiện được coi là an toàn nhất đưa nhân viên Trung tâm Thông tin Di động VMS - MobiFone khu vực I có trụ sở tại đây là xe thồ ngựa kéo, thuyền hoặc bè tự tạo. Nhiều công việc kinh doanh tiếp tục bị đình trệ vì cơn mưa lịch sử. Nguy cơ mưa to vẫn treo lơ lửng trên đầu. Nếu tối 4/11 mưa thêm 100 mm, Hà Nội sẽ có thêm chừng 8 triệu m3 nước và nhiều khu vực sẽ ngập trở lại.
Ngày thứ Sáu, 7 tháng 11 năm 2008: Đêm gần sáng có một trận mưa rất to, song kết rất nhanh và cả Hà Nội thở phào vì mưa lớn đã qua và nguy cơ vỡ đê không còn. Một chuyện hiếm có và đang ghi nhận như một trong những hành vi dũng cảm và văn minh nhất có thể có là "Bí thư Hà Nội xin lỗi người dân" vì đã lỡ lời trong một cuộc phỏng vấn trước đó và cho là dân "ỷ lại". Sự kiện mưa, lũ và lụt lớn ở miền Bắc, Bắc Trung Bộ, đặc biệt Hà Nội, kết thúc ở đây.

## Các kỷ lục ghi nhận
- Tổng lượng mưa ở khu vực Hà Nội: phổ biến từ 350 – 550 mm, vượt xa mức kỉ lục mưa 1984 (394 mm). Mưa nặng nhất là các huyện Ứng Hòa: 603 mm, TP Hà Đông: 707 mm, huyện Thanh Oai: 914 mm.
- Số điểm úng ngập: 63 điểm úng ngập, ít nhất 23 điểm bị ngập úng dài từ 100 - 300 mét, ngập sâu.
- Đường phố ngập sâu: 63 điểm ngập úng này đều sâu, có ít nhất gần 30 điểm sâu trên dưới 1 mét nước.

## Hình ảnh

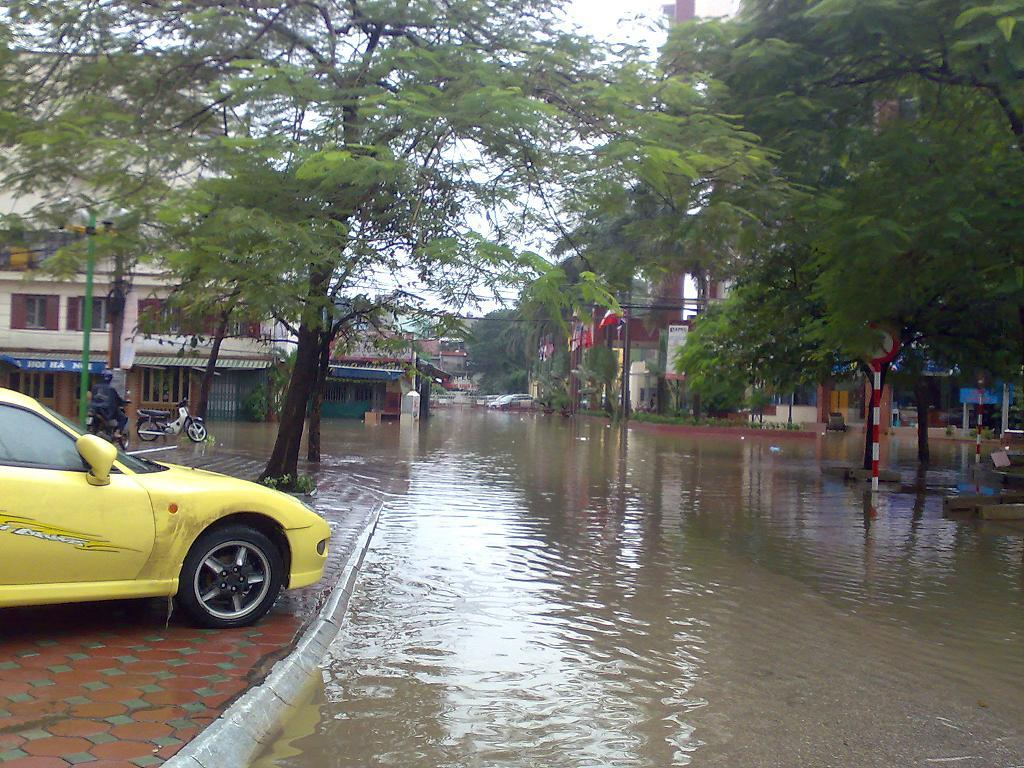
Phố Đào Duy Anh, đoạn trước VCCI
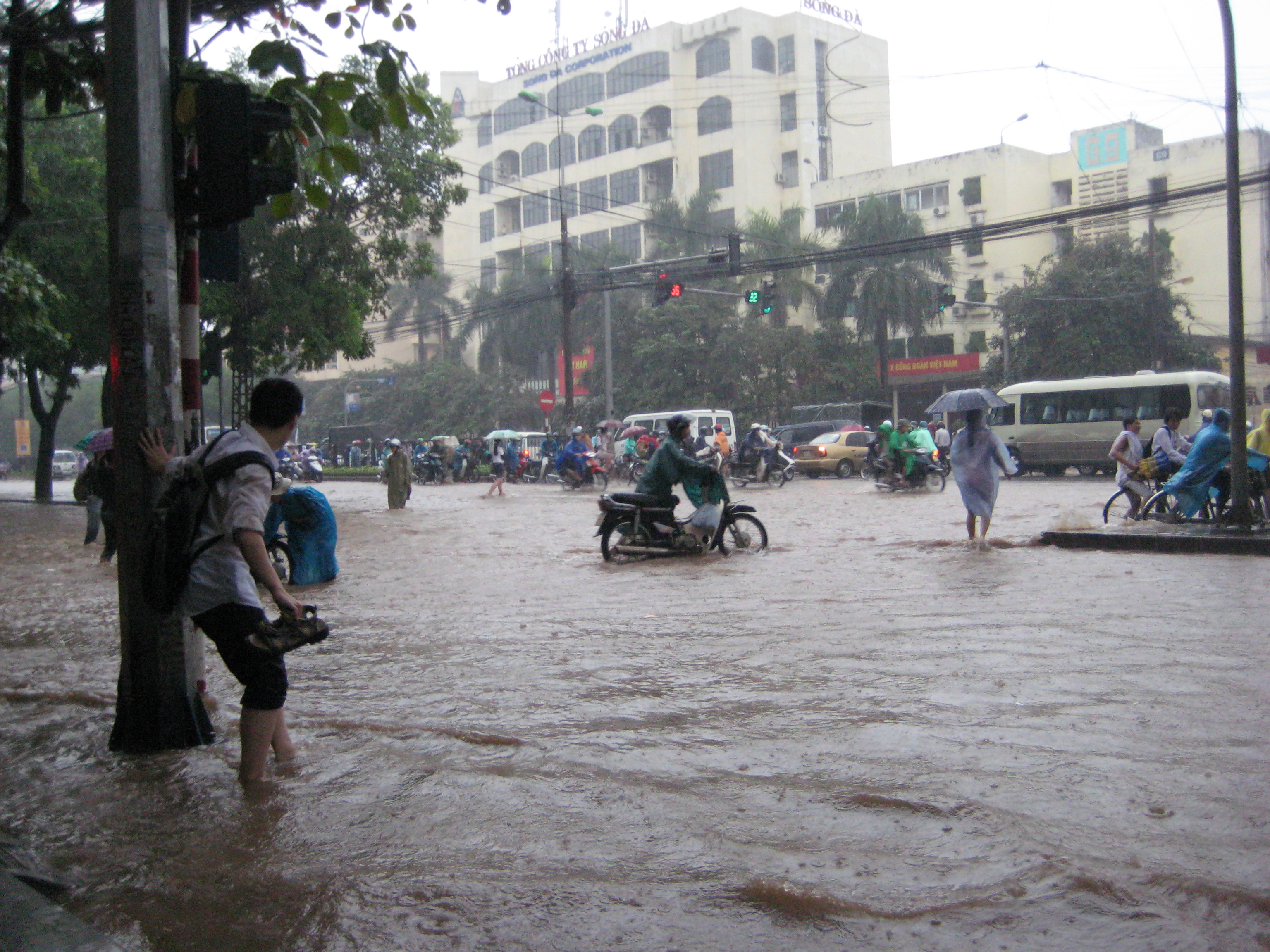
Đường Nguyễn Trãi (Hà Nội) ngày 31 tháng 10 năm 2008.
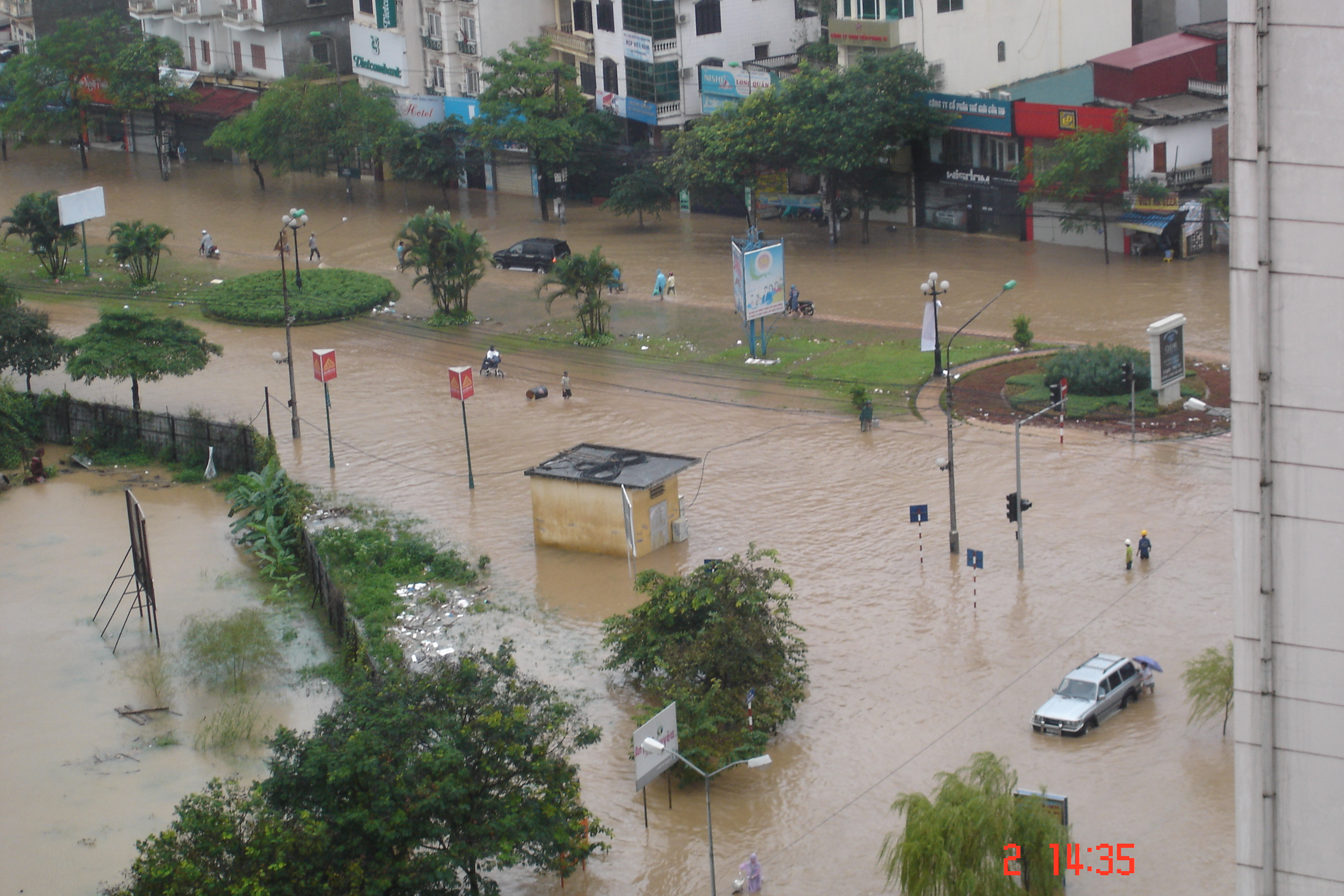
Đường Trần Duy Hưng, nhìn từ Khu đô thị Trung Hòa - Nhân Chính.
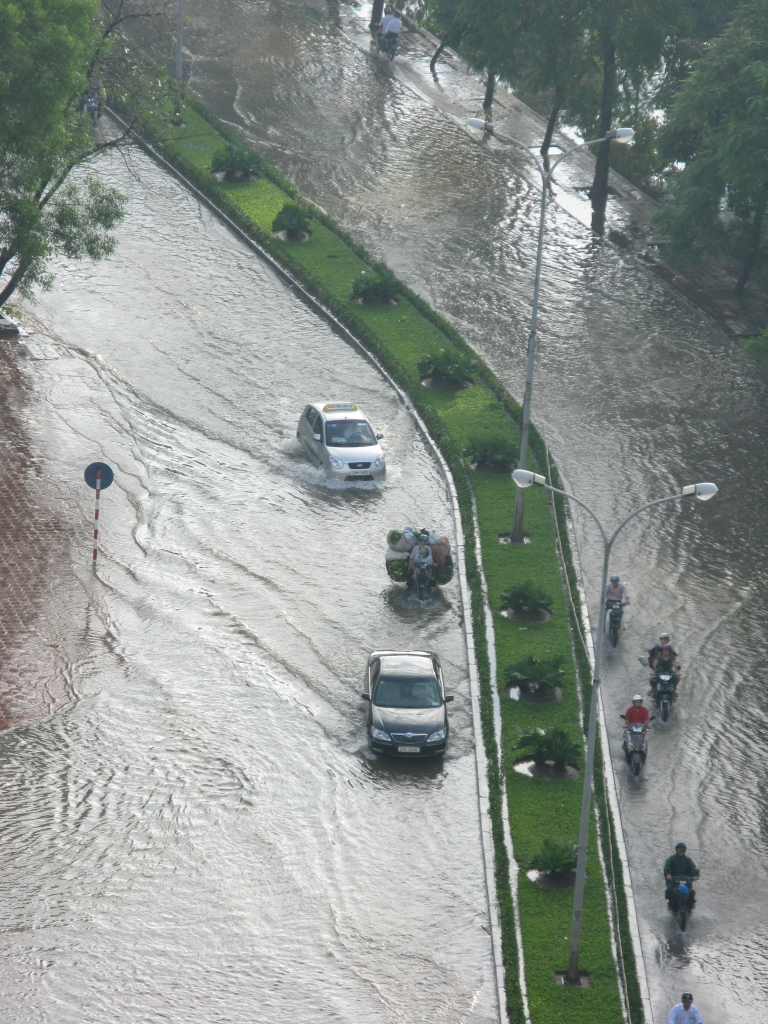
Đường Nguyễn Hữu Thọ, Hà Nội sáng ngày 2 tháng 11.
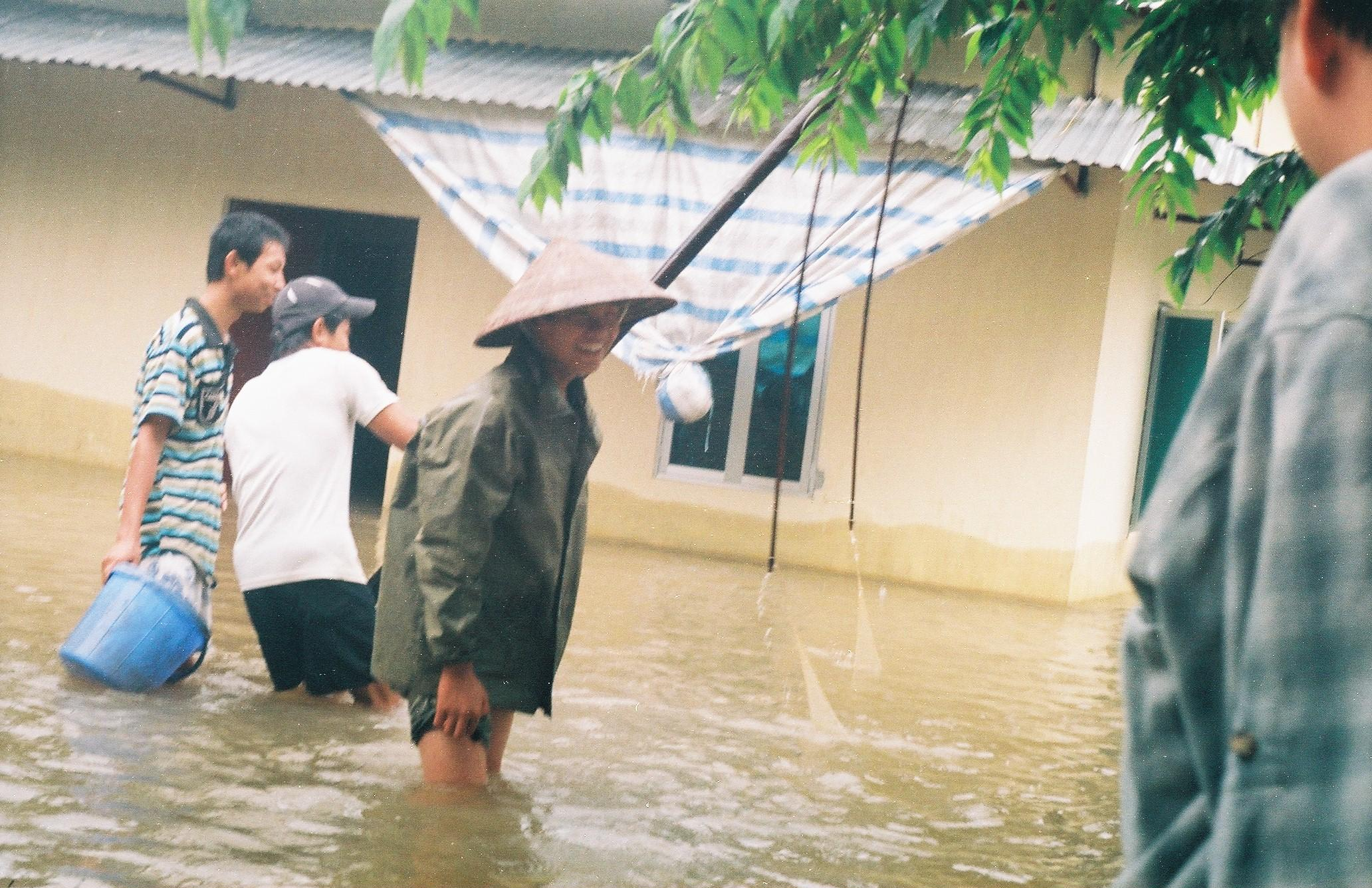
Dân đổ xô đi đánh cá, ngay trước sân nhà ở Cổ Nhuế, Từ Liêm, Hà Nội
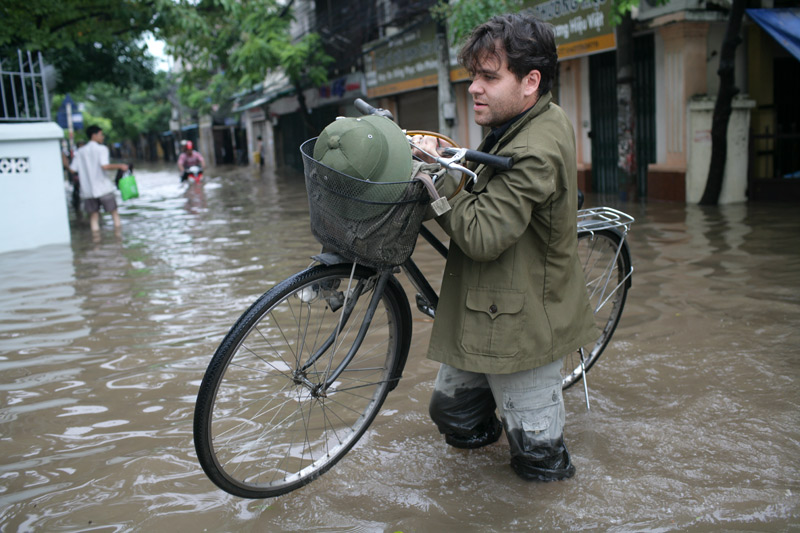
Một người nước ngoài phải khiêng xe đạp
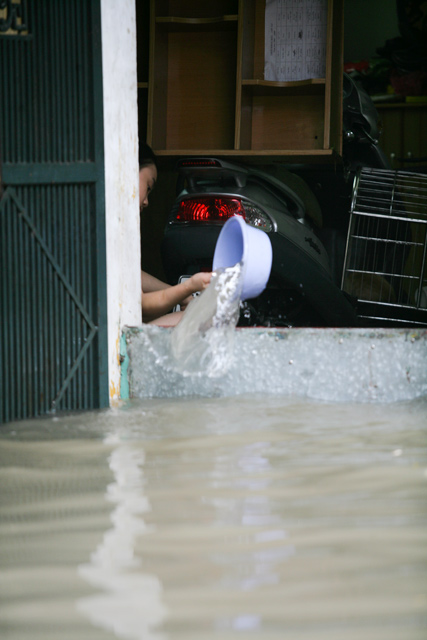
Ngăn cửa nhà, tát nước
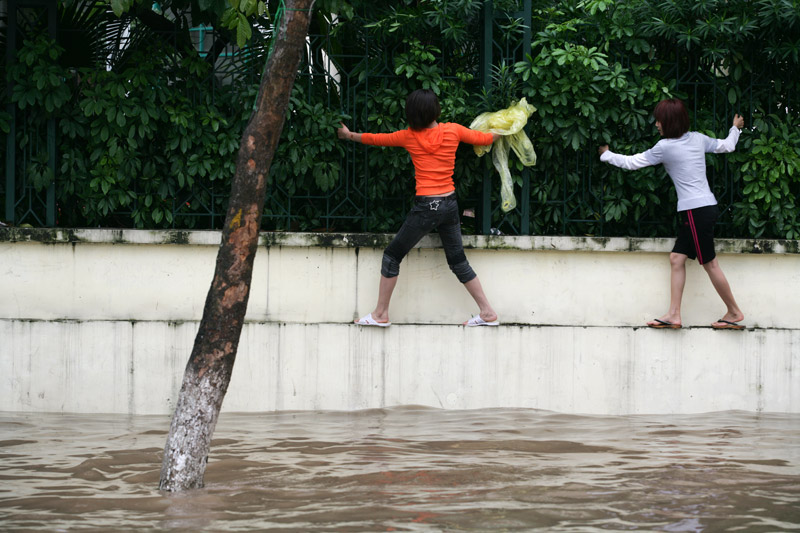
Men theo bờ tường tránh ướt
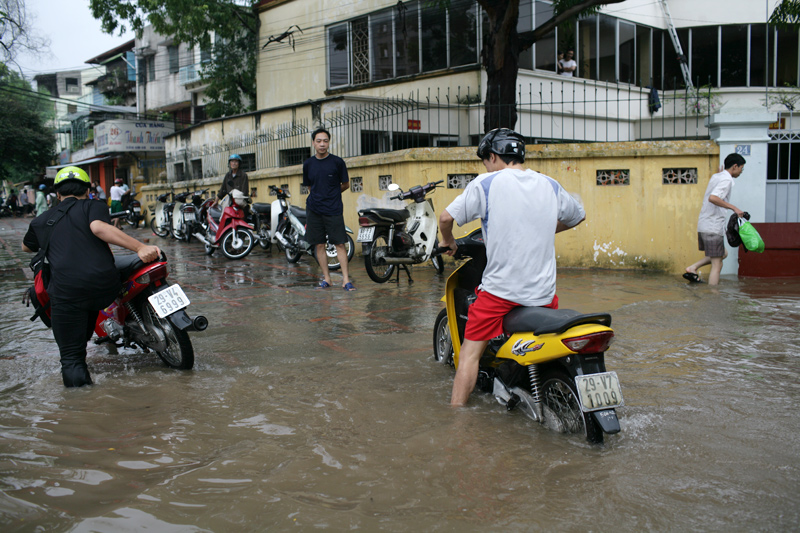
Nhiều xe máy xuống dắt bộ
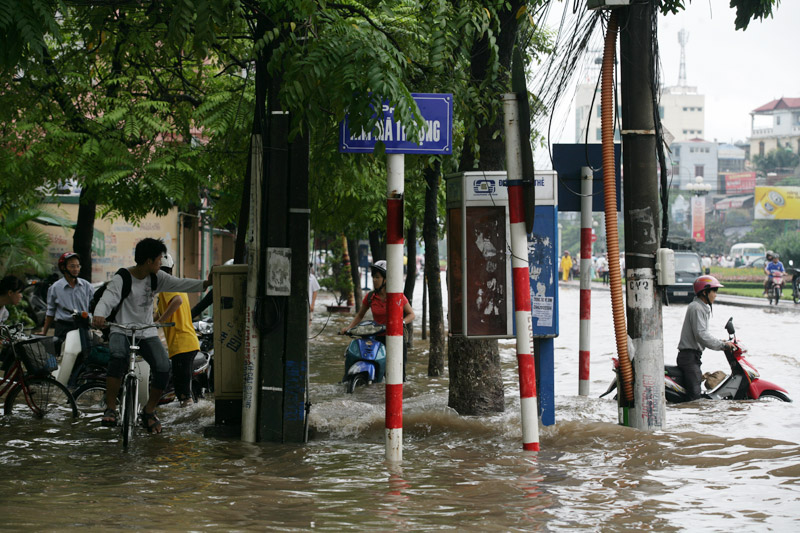
Ngập tại 1 giao lộ

## Trong văn hóa
Ngập lụt tại Hà Nội là cảm hứng cho các tác phẩm nhạc chế: 
- Hà Nội mùa này phố cũng như sông của Trần Chí Hiếu và Đinh Công Sáng (bài hát gốc là Hà Nội mùa này vắng những cơn mưa của nhạc sĩ Trương Quý Hải);[35][36]
- Lụt từ ngã tư đường phố (bài hát gốc là Từ một ngã tư đường phố của nhạc sĩ Phạm Tuyên), được sử dụng trong chương trình Gặp nhau cuối năm phát sóng năm 2009.[37]